# Nuevas canciones
Nuevas canciones es el título de un poemario de Antonio Machado publicado en Madrid en 1924 por la editorial Mundo Latino, y reeditado por Espasa Calpe en 1936, con algunos poemas añadidos. Recoge parte de la obra poética escrita por Machado entre la segunda edición de su libro Soledades, galerías y otros poemas, en 1919, y el volumen antológico Poesías completas (1899-1925) editado en 1928 y ampliado luego en Poesías completas (1899-1930), editado en 1933.

## Cronología
Las Nuevas canciones son contemporáneas del periodo jubiloso en que Machado, recién conseguido su doctorado en la Universidad de Madrid tras cinco años de «esfuerzo y tesón como alumno libre», consigue escapar del «rincón moruno» de Baeza y trasladarse a Segovia, ciudad vecina a Madrid, donde el 30 de octubre de 1919 se le concede por Real Orden una plaza como catedrático de Lengua Francesa en el Instituto General y Técnico. Profesor en Segovia, con frecuentes y fugaces escapadas a Madrid, contertulio rodeado de amigos y admiradores en la original tertulia de San Gregorio e ilusionado impulsor de la Universidad Popular Segoviana, Machado recupera el espíritu de la poesía popular de las canciones que en los campos de Castilla de la perdida Soria habían sido épicos cantares.
Las esencia del folclore que habían alimentado las investigaciones de Demófilo, su padre, filtradas ahora por la mirada apócrifa de los Mairenas machadianos, se sintetiza en la recopilación y reescritura de sonetos, proverbios, cantares, canciones, coplas, apuntes, jardines y evocaciones geográficas de la Meseta Central con sus más luminosos atavismos, desde el Duero a Despeñaperros.

## Visiones críticas
Escribió Manuel Alvar en su dilatado prólogo a la edición de las Poesías completas de Machado en 1975, que «las nuevas canciones no añaden demasiados valores absolutos a lo que sabemos (...) Son, sí, la presencia activa del pueblo en su quehacer.»
Para Max Aub, a pesar de mantener en su forma, «muy españolamente», el tono de la copla aforística y sentenciosa, de raíz popular trascendido a un nivel metafísico, las Nuevas canciones participan también de la poesía culta, aunque «siempre cálida y sensible»; con una alegría que contrastará luego con la «poesía ejemplarmente comprometida» —y aun sensible y emotiva— de los poemas de su último periodo vital en el marco de la guerra civil española.

## Ediciones clásicas
Antonio Machado. Nuevas canciones. De un cancionero apócrifo. Edición de José María Valverde. Madrid: editorial Castalia, 1971.